# いわき添野インターチェンジ
いわき添野インターチェンジ（いわきそえのインターチェンジ）は、福島県いわき市にある小名浜道路のインターチェンジである。
小名浜道路を管理する福島県小名浜道路管理事務所を併設する。

## 歴史
- 2024年（令和6年）12月3日：IC名称が「いわき添野IC」に正式決定[2]。
- 2025年（令和7年）8月7日：供用開始[3]。

## 道路
- 小名浜道路
- 接続する道路：福島県道56号常磐勿来線

## 周辺
- 植田駅（JR東日本・常磐線）
- 福島県立勿来工業高等学校
- 福島県立磐城農業高等学校
- ヘレナ国際ホテル

## 隣
小名浜道路
いわき泉IC - いわき添野IC - いわき小名浜IC